# POCO (empresa)
A POCO, anteriormente conhecida como POCO by Xiaomi e Pocophone, é uma empresa chinesa de smartphones. A marca Poco foi anunciada pela primeira vez em agosto de 2018 como uma linha de smartphones de gama média da Xiaomi. A Poco Índia tornou-se uma empresa independente em 17 de janeiro de 2020, seguida pela sua contraparte global em 24 de novembro de 2020.

## História
A marca Poco foi lançada como uma submarca da Xiaomi em agosto de 2018. A Xiaomi introduziu o Pocophone F1 sob a marca Poco, que se tornou um sucesso. A POCO Índia se tornou uma marca independente antes do lançamento de seu segundo dispositivo em janeiro de 2020. Durante o período de 3 anos, a empresa lançou 11 dispositivos, sendo o Poco X3 NFC o mais buscado, a maioria deles sendo smartphones da Redmi renomeados.
Em janeiro de 2021, a POCO Índia apresentou seu novo logotipo, mascote e slogan. Enquanto a POCO Global continua a usar o antigo logotipo. Segue em baixo os devidos novos e antigos dispositivos já feitos da marca:

## Produtos

### Linha F
| Modelo                             | Codenome  | Número do modelo      | Data de lançamento       | Tipo de tela                              | Tamanho da tela | Resolução da tela                   | Suporte 5G | SoC                                                                                                 | GPU                   | RAM                          | Armazenamento interno             | Áudio Estéreo                  | Câmera                                                                                        | Câmera                | Bateria          | Sistema operacional                | Sistema operacional              |
| Modelo                             | Codenome  | Número do modelo      | Data de lançamento       | Tipo de tela                              | Tamanho da tela | Resolução da tela                   | Suporte 5G | SoC                                                                                                 | GPU                   | RAM                          | Armazenamento interno             | Áudio Estéreo                  | Traseira                                                                                      | Frontal               | Bateria          | Inicial                            | Atual                            |
| ---------------------------------- | --------- | --------------------- | ------------------------ | ----------------------------------------- | --------------- | ----------------------------------- | ---------- | --------------------------------------------------------------------------------------------------- | --------------------- | ---------------------------- | --------------------------------- | ------------------------------ | --------------------------------------------------------------------------------------------- | --------------------- | ---------------- | ---------------------------------- | -------------------------------- |
| Pocophone F1 Índia: POCO F1        | beryllium | M1805E10A POCO F1     | agosto de 2018 (6 anos)  | IPS LCD Corning Gorilla Glass 4           | 6.18"           | 1080 x 2246 px (Full HD+, ~403 ppi) | Não        | Qualcomm Snapdragon 845 4x 2.8 GHz + 4x 1.8 GHz                                                     | Adreno 630 @710 MHz   | 6 GB 8 GB (LPDDR4X)          | 64 GB 128 GB 256 GB (UFS 2.1)     | Não                            | 12 MP, f/1.9 + 5 MP, f/2.0 (depth)                                                            | 20 MP, f/2.0          | 4000 mAh (Li-Po) | Android 8.1 (MIUI 9)               | Android 10 (MIUI 13 para o POCO) |
| Poco F2 Pro China: Redmi K30 Pro   | lmi       | M2004J11G             | maio de 2020 (4 anos)    | Super AMOLED Corning Gorilla Glass 5      | 6.67"           | 1080 x 2400 px (Full HD+, ~395 ppi) | Sim        | Qualcomm Snapdragon 865 1x 2.84 GHz + 3x 2.42 GHz + 4x 1.80 GHz                                     | Adreno 650 @587 MHz   | 6 GB (LPDDR4X) 8 GB (LPDDR5) | 128 GB (UFS 3.0) 256 GB (UFS 3.1) | Não                            | 64 MP, f/1.9 + 5 MP, f/2.2 (telephoto macro) + 13 MP, f/2.4 (ultrawide) + 2 MP, f/2.4 (depth) | 20 MP, f/2.2 (Pop-Up) | 4700 mAh (Li-Po) | Android 10 (MIUI 11)               | Android 12 (MIUI 13 para o POCO) |
| POCO F3 China: Redmi K40           | alioth    | M2012K11AG            | março de 2021 (3–4 anos) | AMOLED, 120 Hz Corning Gorilla Glass 5    | 6.67"           | 1080 x 2400 px (Full HD+, ~395 ppi) | Sim        | Qualcomm Snapdragon 870 1x 3.2 GHz + 3x 2.42 GHz + 4x 1.80 GHz                                      | Adreno 650 @670 MHz   | 6 GB 8 GB (LPDDR5)           | 128 GB 256 GB (UFS 3.1)           | Hi-Res Audio com o Dolby Atmos | 48 MP, f/1.8 + 8 MP, f/2.2 (ultrawide) + 5 MP, f/2.4 (macro)                                  | 20 MP, f/2.5          | 4520 mAh (Li-Po) | Android 11 (MIUI 12 para o POCO)   | Android 12 (MIUI 13 para o POCO) |
| POCO F3 GT China: Redmi K40 Gaming | ares      | MZB09C6IN M2104K10I   | julho de 2021 (3 anos)   | OLED, 120 Hz Corning Gorilla Glass 5      | 6.67"           | 1080 x 2400 px (Full HD+, ~395 ppi) | Sim        | MediaTek Dimensity 1200 1x 3.0 GHz Cortex-A78 + 3x 2.6 GHz Cortex-A78 + 4x 2.0 GHz Cortex-A55       | Mali-G77 MC9 @886 MHz | 6 GB 8 GB (LPDDR4X)          | 128 GB 256 GB (UFS 3.1)           | Hi-Res Audio com o Dolby Atmos | 64 MP, f/1.7 + 8 MP, f/2.2 (ultrawide) + 2 MP, f/2.4 (macro)                                  | 16 MP                 | 5065 mAh (Li-Po) | Android 11 (MIUI 12.5 para o POCO) | Android 12 (MIUI 13 para o POCO) |
| POCO F4 GT China: Redmi K50G       | ingres    | 21121210G             | abril de 2022 (2 anos)   | OLED, 120 Hz Corning Gorilla Glass Victus | 6.67"           | 1080 x 2400 px (Full HD+, ~395 ppi) | Sim        | Qualcomm Snapdragon 8 Gen 1 1x 3.0 GHz Cortex-X2 + 3x 2.5 GHz Cortex-A710 + 4x 1.80 GHz Cortex-A510 | Adreno 730 @818 MHz   | 8 GB 12 GB (LPDDR5)          | 128 GB 256 GB (UFS 3.1)           | Hi-Res Audio com o Dolby Atmos | 64 MP, f/1.9 + 8 MP, f/2.2 (ultrawide) + 2 MP, f/2.4 (macro)                                  | 20 MP, f/2.4          | 4700 mAh (Li-Po) | Android 12 (MIUI 13 para o POCO)   | Android 12 (MIUI 13 para o POCO) |
| POCO F4                            | munch     | 22021211RG 22021211RI | junho de 2022 (2 anos)   | AMOLED, 120 Hz Corning Gorilla Glass 5    | 6.67"           | 1080 x 2400 px (Full HD+, ~395 ppi) | Sim        | Qualcomm Snapdragon 870 1x 3.2 GHz + 3x 2.42 GHz + 4x 1.80 GHz                                      | Adreno 650            | 6 GB 8 GB 12 GB (LPDDR5)     | 128 GB 256 GB (UFS 3.1)           | Hi-Res Audio com o Dolby Atmos | 64 MP, f/1.8 + 8 MP, f/2.2 (ultrawide) + 2 MP, f/2.4 (macro)                                  | 20 MP, f/2.5          | 4500 mAh (Li-Po) | Android 12 (MIUI 13 para o POCO)   | Android 12 (MIUI 13 para o POCO) |

### Linha X
| Modelo                                                                                  | Codinome                    | Número do modelo                                                                          | Data de lançamento         | Tipo de tela                                  | Tamanho da tela | Resolução da tela                   | Suporte 5G | SoC | GPU                   | RAM                  | Armazenamento interno         | Câmera                                                                                                  | Câmera                             | Áudio Estéreo                  | Bateria          | Sistema operacional                | Sistema operacional                |
| Modelo                                                                                  | Codinome                    | Número do modelo                                                                          | Data de lançamento         | Tipo de tela                                  | Tamanho da tela | Resolução da tela                   | Suporte 5G | SoC | GPU                   | RAM                  | Armazenamento interno         | Traseira                                                                                                | Frontal                            | Áudio Estéreo                  | Bateria          | Inicial                            | Atual                              |
| --------------------------------------------------------------------------------------- | --------------------------- | ----------------------------------------------------------------------------------------- | -------------------------- | --------------------------------------------- | --------------- | ----------------------------------- | ---------- | --- | --------------------- | -------------------- | ----------------------------- | --- | ---------------------------------- | ------------------------------ | ---------------- | ---------------------------------- | ---------------------------------- |
| POCO X2 China: Redmi K30                                                                | phoenixin                   | MZB9011IN MZB9012IN MZB9013IN MZB8741IN MZB8742IN MZB8743IN MZB8744IN MZB8745IN MZB8746IN | fevereiro de 2020 (5 anos) | IPS LCD, 120 Hz Corning Gorilla Glass 5       | 6.67"           | 1080 x 2400 px (Full HD+, ~395 ppi) | Não        | Qualcomm Snapdragon 730G 2x 2.2 GHz Cortex-A76 + 6x 1.8 GHz Cortex-A55                                  | Adreno 618 @825 MHz   | 6 GB 8 GB (LPDDR4X)  | 64 GB 128 GB 256 GB (UFS 2.1) | 64 MP, f/1.9 + 8 MP, f/2.2 (ultrawide) + 2 MP, f/2.4 (macro) + 2 MP, f/2.4 (depth)                      | 20 MP, f/2.2 + 2 MP, f/2.4 (depth) | Não                            | 4500 mAh (Li-Po) | Android 10 (MIUI 11)               | Android 11 (MIUI 12.5 para o POCO) |
| POCO X3 (India)                                                                         | karna                       | MZB07Z0IN MZB07Z1IN MZB07Z2IN MZB07Z3IN MZB07Z4IN MZB9965IN M2007J20CI                    | setembro de 2020 (4 anos)  | IPS LCD, 120 Hz Corning Gorilla Glass 5       | 6.67"           | 1080 x 2400 px (Full HD+, ~395 ppi) | Não        | Qualcomm Snapdragon 732G 2x 2.3 GHz Cortex-A76 + 6x 1.8 GHz Cortex-A55                                  | Adreno 618 @825 MHz   | 6 GB 8 GB (LPDDR4X)  | 64 GB 128 GB (UFS 2.1)        | 64 MP, f/1.9 + 13 MP, f/2.2 (ultrawide) + 2 MP, f/2.4 (macro) + 2 MP, f/2.4 (depth)                     | 20 MP, f/2.2                       | Hi-Res Audio com o Dolby Atmos | 6000 mAh (Li-Po) | Android 10 (MIUI 12 para o POCO)   | Android 12 (MIUI 13 para o POCO)   |
| POCO X3 NFC                                                                             | surya                       | M2007J20CG M2007J20CT                                                                     | setembro de 2020 (4 anos)  | IPS LCD, 120 Hz Corning Gorilla Glass 5       | 6.67"           | 1080 x 2400 px (Full HD+, ~395 ppi) | Não        | Qualcomm Snapdragon 732G 2x 2.3 GHz Cortex-A76 + 6x 1.8 GHz Cortex-A55                                  | Adreno 618 @825 MHz   | 6 GB 8 GB (LPDDR4X)  | 64 GB 128 GB (UFS 2.1)        | 64 MP, f/1.9 + 13 MP, f/2.2 (ultrawide) + 2 MP, f/2.4 (macro) + 2 MP, f/2.4 (depth)                     | 20 MP, f/2.2                       | Hi-Res Audio com o Dolby Atmos | 5160 mAh (Li-Po) | Android 10 (MIUI 12 para o POCO)   | Android 12 (MIUI 13 para o POCO)   |
| POCO X3 Pro                                                                             | vayu (Global) bhima (Índia) | M2102J20SG M2102J20SI                                                                     | março de 2021 (3–4 anos)   | IPS LCD, 120 Hz Corning Gorilla Glass 6       | 6.67"           | 1080 x 2400 px (Full HD+, ~395 ppi) | Não        | Qualcomm Snapdragon 860 1x 2.96 GHz + 3x 2.42 GHz + 4x 1.80 GHz                                         | Adreno 640 @675 MHz   | 6 GB 8 GB (LPDDR4X)  | 128 GB 256 GB (UFS 3.1)       | 48 MP, f/1.8 + 8 MP, f/2.2 (ultrawide) + 2 MP, f/2.4 (macro) + 2 MP, f/2.4 (depth)                      | 20 MP, f/2.2                       | Hi-Res Audio com o Dolby Atmos | 5160 mAh (Li-Po) | Android 11 (MIUI 12 para o POCO)   | Android 12 (MIUI 13 para o POCO)   |
| POCO X3 GT China: Redmi Note 10 Pro 5G                                                  | chopin                      | 21061110AG                                                                                | julho de 2021 (3 anos)     | IPS LCD, 120 Hz Corning Gorilla Glass Victus  | 6.6"            | 1080 x 2400 px (Full HD+, ~399 ppi) | Sim        | MediaTek Dimensity 1100 4x 2.6 GHz Cortex-A78 + 4x 2.0 GHz Cortex-A55                                   | Mali-G77 MC9 @850 MHz | 8 GB (LPDDR4X)       | 128 GB 256 GB (UFS 3.1)       | 64 MP, f/1.8 + 8 MP, f/2.2 (ultrawide) + 2 MP, f/2.4 (macro)                                            | 16 MP, f/2.5                       | Hi-Res Audio com o Dolby Atmos | 5000 mAh (Li-Po) | Android 11 (MIUI 12.5 para o POCO) | Android 12 (MIUI 13 para o POCO)   |
| POCO X4 Pro 5G Redmi Note 11 Pro 5G India: Redmi Note 11 Pro+ China: Redmi Note 11E Pro | veux                        | 2201116PG 2201116PI                                                                       | março de 2022 (2–3 anos)   | AMOLED, 120 Hz Corning Gorilla Glass 5        | 6.67"           | 1080 x 2400 px (Full HD+, ~395 ppi) | Sim        | Qualcomm Snapdragon 695 2x 2.2 GHz Cortex-A78 + 6x 1.7 GHz Cortex-A55                                   | Adreno 619            | 6 GB 8 GB (LPDDR4X)  | 64 GB 128 GB 256 GB (UFS 2.2) | 108 MP, f/1.9 (Global) / 64 MP, f/1.8 (India) + 8 MP, f/2.2 (ultrawide) + 2 MP, f/2.4 (telephoto macro) | 16 MP, f/2.4                       | Hi-Res Audio com o Dolby Atmos | 5000 mAh (Li-Po) | Android 11 (MIUI 13 para o POCO)   | Android 12 (MIUI 13 para o POCO)   |
| POCO X4 GT China: Redmi Note 11T Pro Índia: Redmi K50i                                  | xaga                        | 22041216G                                                                                 | junho de 2022 (2 anos)     | IPS LCD, 144 Hz Corning Gorilla Glass 5       | 6.6"            | 1080 x 2460 px (Full HD+, ~407 ppi) | Sim        | MediaTek Dimensity 8100 4x 2.85 GHz Cortex-A78 + 4x 2.0 GHz Cortex-A55                                  | Mali-G610 MC6         | 8 GB (LPDDR5)        | 128 GB 256 GB (UFS 3.1)       | 64 MP, f/1.9 + 8 MP, f/2.2 (ultrawide) + 2 MP, f/2.4 (macro)                                            | 16 MP, f/2.5                       | Hi-Res Audio com o Dolby Atmos | 5080 mAh (Li-Po) | Android 12 (MIUI 13 para o POCO)   | Android 12 (MIUI 13 para o POCO)   |
| POCO X6                                                                                 | garnetp                     | 23122PCD1G 23122PCD1I                                                                     | Janeiro 2024               | AMOLED, 120 Hz Corning Gorilla Glass 5 Victus | 6.67"           | 1220 x 2712 px (1.5K, ~446 ppi)     | Sim        | Qualcomm Snapdragon 7s Gen 2 4x 2.4 GHz Cortex-A78 + 4x 1.95 GHz Cortex-A55                             | Adreno 710            | 8 GB 12 GB (LPDDR4X) | 256 GB 512 GB (UFS 2.2)       | |                                    | Hi-Res Audio com o Dolby Atmos | 5000 mAh (Li-Po) | Android 14 (HyperOS 1)             | Android 14 (HyperOS 1)             |
| POCO X6 PRO                                                                             | duchamp                     | 2311DRK48G 2311DRK48I                                                                     | Janeiro 2024               | AMOLED, 120 Hz Corning Gorilla Glass 5        | 6.67"           | 1220 x 2712 px (1.5K, ~446 ppi)     | Sim        | MediaTek Dimensity 8300 Ultra 1x 3.35 GHz Cortex-A715 + 3x 3.2 GHz Cortex-A715 + 4x 2.2 GHz Cortex-A510 | Mali-G615 MC6         | 8 GB 12 GB (LPDDR5X) | 256 GB 512 GB (UFS 4.0)       | 64 MP, f/1.7 + 8 MP, f/2.2 (ultrawide) + 2 MP, f/2.4 (macro)                                            | 16 MP, f/2.4                       | Hi-Res Audio com o Dolby Atmos | 5000 mAh (Li-Po) | Android 14 (HyperOS 1)             | Android 14 (HyperOS 1)             |

### Linha M
| Modelo                                                                   | Codinome  | Número do modelo                 | Data de lançamento         | Tipo de tela                           | Tamanho da tela | Resolução da tela                   | Suporte 5G | SoC                                                                    | GPU                   | RAM                      | Armazenamento interno            | Câmera                                                                             | Câmera                                     | Bateria          | Sistema operacional    | Sistema operacional    |
| Modelo                                                                   | Codinome  | Número do modelo                 | Data de lançamento         | Tipo de tela                           | Tamanho da tela | Resolução da tela                   | Suporte 5G | SoC                                                                    | GPU                   | RAM                      | Armazenamento interno            | Traseira                                                                           | Frontal                                    | Bateria          | Inicial                | Atual                  |
| ------------------------------------------------------------------------ | --------- | -------------------------------- | -------------------------- | -------------------------------------- | --------------- | ----------------------------------- | ---------- | ---------------------------------------------------------------------- | --------------------- | ------------------------ | -------------------------------- | ---------------------------------------------------------------------------------- | ------------------------------------------ | ---------------- | ---------------------- | ---------------------- |
| POCO M2 Pro Global: Redmi Note 9S                                        | gram      | MZB9623IN                        | julho de 2020 (4 anos)     | IPS LCD Corning Gorilla Glass 5        | 6.67"           | 1080 x 2400 px (Full HD+, ~395 ppi) | Não        | Qualcomm Snapdragon 720G 2x 2.3 GHz Cortex-A76 + 6x 1.8 GHz Cortex-A55 | Adreno 618 @700 MHz   | 4 GB 6 GB (LPDDR4X)      | 64 GB 128 GB (UFS 2.1)           | 48 MP, f/1.8 + 8 MP, f/2.2 (ultrawide) + 5 MP, f/2.4 (macro) + 2 MP, f/2.4 (depth) | 16 MP, f/2.5                               | 5000 mAh (Li-Po) | Android 10 (MIUI 11)   | Android 11 (MIUI 12.5) |
| POCO M2 Global: Redmi 9                                                  | shiva     | MZB9919IN M2004J19PI             | setembro de 2020 (4 anos)  | IPS LCD Corning Gorilla Glass 3        | 6.53"           | 1080 x 2340 px (Full HD+, ~395 ppi) | Não        | MediaTek Helio G80 2x 2.0 GHz Cortex-A75 + 6x 1.8 GHz Cortex-A55       | Mali-G52 MC2 @950 MHz | 6 GB (LPDDR4X)           | 64 GB 128 GB (eMMC 5.1)          | 13 MP, f/2.2 + 8 MP, f/2.2 (ultrawide) + 5 MP, f/2.4 (macro) + 2 MP, f/2.4 (depth) | 8 MP, f/2.0                                | 5000 mAh (Li-Po) | Android 10 (MIUI 11)   | Android 12 (MIUI 13)   |
| POCO M2 Reloaded Global: Redmi 9                                         | shiva     | MZB0957IN                        | abril de 2021 (3 anos)     | IPS LCD Corning Gorilla Glass 3        | 6.53"           | 1080 x 2340 px (Full HD+, ~395 ppi) | Não        | MediaTek Helio G80 2x 2.0 GHz Cortex-A75 + 6x 1.8 GHz Cortex-A55       | Mali-G52 MC2 @950 MHz | 4 GB (LPDDR4X)           | 64 GB (eMMC 5.1)                 | 13 MP, f/2.2 + 8 MP, f/2.2 (ultrawide) + 5 MP, f/2.4 (macro) + 2 MP, f/2.4 (depth) | 8 MP, f/2.0                                | 5000 mAh (Li-Po) | Android 10 (MIUI 12)   | Android 12 (MIUI 13)   |
| POCO M3                                                                  | citrus    | M2010J19CG M2010J19CI            | novembro de 2020 (4 anos)  | IPS LCD Corning Gorilla Glass 3        | 6.53"           | 1080 x 2340 px (Full HD+, ~395 ppi) | Não        | Qualcomm Snapdragon 662 4x 2.0 GHz Cortex-A73 + 4x 1.8 GHz Cortex-A53  | Adreno 610 @750 MHz   | 4 GB 6 GB (LPDDR4X)      | 64 GB (UFS 2.1) 128 GB (UFS 2.2) | 48 MP, f/1.8 + 2 MP, f/2.4 (macro) + 2 MP, f/2.4 (depth)                           | 8 MP, f/2.1                                | 6000 mAh (Li-Po) | Android 10 (MIUI 12)   | Android 11 (MIUI 12.5) |
| POCO M3 Pro 5G Redmi Note 10 5G China: Redmi Note 10 5G, Redmi Note 11SE | camellian | M2103K19PG M2103K19PI M2103K19PY | maio de 2021 (3 anos)      | IPS LCD, 90 Hz Corning Gorilla Glass 3 | 6.5"            | 1080 x 2400 px (Full HD+, ~405 ppi) | Sim        | MediaTek Dimensity 700 2x 2.2 GHz Cortex-A76 + 6x 2.0 GHz Cortex-A55   | Mali-G57 MC2 @950 MHz | 4 GB 6 GB (LPDDR4X)      | 64 GB 128 GB (UFS 2.2)           | 48 MP, f/1.8 + 2 MP, f/2.4 (macro) + 2 MP, f/2.4 (depth)                           | 8 MP, f/2.0                                | 5000 mAh (Li-Po) | Android 11 (MIUI 12)   | Android 12 (MIUI 13)   |
| POCO M4 Pro 5G China: Redmi Note 11 5G                                   | evergreen | 21091116AG MZB0BGVIN             | novembro de 2021 (3 anos)  | IPS LCD, 90 Hz Corning Gorilla Glass 3 | 6.6"            | 1080 x 2400 px (Full HD+, ~399 ppi) | Sim        | MediaTek Dimensity 810 2x 2.4 GHz Cortex-A76 + 6x 2.0 GHz Cortex-A55   | Mali-G57 MC2 @950 MHz | 4 GB 6 GB 8 GB (LPDDR4X) | 64 GB 128 GB 256 GB (UFS 2.2)    | 50 MP + 8 MP, f/2.2 (ultrawide)                                                    | 16 MP, f/2.5                               | 5000 mAh (Li-Po) | Android 11 (MIUI 12.5) | Android 12 (MIUI 13)   |
| POCO M4 Pro                                                              | fleur     | MZB0B5VIN 2201117PI 2201117PG    | fevereiro de 2022 (3 anos) | AMOLED, 90 Hz Corning Gorilla Glass 3  | 6.43"           | 1080 x 2400 px (Full HD+, ~409 ppi) | Não        | MediaTek Helio G96 2x 2.05 GHz Cortex-A76 + 6x 2.0 GHz Cortex-A55      | Mali-G57 MC2 @850 MHz | 6 GB 8 GB (LPDDR4X)      | 64 GB 128 GB 256 GB (UFS 2.2)    | 64 MP, f/1.8 + 8 MP, f/2.2 (ultrawide) + 2 MP, f/2.4 (macro)                       | 16 MP, f/2.5                               | 5000 mAh (Li-Po) | Android 11 (MIUI 13)   | Android 12 (MIUI 13)   |
| POCO M4 5G (India) China: Redmi Note 11R                                 | light     | 22041219PG 22041219PI            | maio de 2022 (2 anos)      | IPS LCD, 90 Hz Corning Gorilla Glass 3 | 6.58"           | 1080 x 2400 px (Full HD+, ~400 ppi) | Sim        | MediaTek Dimensity 700 2x 2.2 GHz Cortex-A76 + 6x 2.0 GHz Cortex-A55   | Mali-G57 MC2 @950 MHz | 4 GB 6 GB (LPDDR4X)      | 64 GB 128 GB (UFS 2.2)           | 13 MP, f/2.2 (Global) / 50 MP, f/1.8 (India) + 2 MP, f/2.4 (depth)                 | 5 MP, f/2.2 (Global) / 8 MP, f/2.4 (India) | 5000 mAh (Li-Po) | Android 12 (MIUI 13)   | Android 12 (MIUI 13)   |
| POCO M5 (India)                                                          |           |                                  | setembro de 2022 (2 anos)  | IPS LCD, 90 Hz Corning Gorilla Glass 3 | 6.58"           | 1080 x 2400 px (Full HD+, ~400 ppi) | Não        | MediaTek Helio G99 2x 2.2 GHz Cortex-A76 + 6x 2.0 GHz Cortex-A55       | Mali-G57 MC2          | 4 GB 6 GB (LPDDR4X)      | 64 GB 128 GB (UFS 2.2)           | 50 MP, f/1.8 + 2 MP, f/2.4 (macro) + 2 MP, f/2.4 (depth)                           | 8 MP, f/2.0                                | 5000 mAh (Li-Po) | Android 12 (MIUI 13)   | Android 12 (MIUI 13)   |
| POCO M5 India: Redmi 11 Prime                                            | rock      |                                  | setembro de 2022 (2 anos)  | IPS LCD, 90 Hz Corning Gorilla Glass 3 | 6.58"           | 1080 x 2408 px (Full HD+, ~401 ppi) | Não        | MediaTek Helio G99 2x 2.2 GHz Cortex-A76 + 6x 2.0 GHz Cortex-A55       | Mali-G57 MC2          | 4 GB 6 GB (LPDDR4X)      | 64 GB 128 GB (UFS 2.2)           | 50 MP, f/1.8 + 2 MP, f/2.4 (macro) + 2 MP, f/2.4 (depth)                           | 5 MP, f/2.2                                | 5000 mAh (Li-Po) | Android 12 (MIUI 13)   | Android 12 (MIUI 13)   |
| POCO M5s Redmi Note 10S                                                  | rosemary  |                                  | setembro de 2022 (2 anos)  | AMOLED Corning Gorilla Glass 3         | 6.43"           | 1080 x 2400 px (Full HD+, ~409 ppi) | Não        | MediaTek Helio G95 2x 2.05 GHz Cortex-A76 + 6x 2.0 GHz Cortex-A55      | Mali-G76 MC4 @900 MHz | 4 GB 6 GB (LPDDR4X)      | 64 GB 128 GB (UFS 2.2)           | 64 MP, f/1.8 + 8 MP, f/2.2 (ultrawide) + 2 MP, f/2.4 (macro) + 2 MP, f/2.4 (depth) | 13 MP, f/2.4                               | 5000 mAh (Li-Po) | Android 12 (MIUI 13)   | Android 12 (MIUI 13)   |

### Linha C
| Modelo                    | Codinome   | Número do modelo                                                       | Data de lançamento       | Tipo de tela                    | Tamanho da tela | Resolução da tela             | Suporte 5G | SoC                                                              | GPU                     | RAM                 | Armazenamento interno  | Câmera                                                   | Câmera      | Bateria          | Sistema operacional  | Sistema operacional    |
| Modelo                    | Codinome   | Número do modelo                                                       | Data de lançamento       | Tipo de tela                    | Tamanho da tela | Resolução da tela             | Suporte 5G | SoC                                                              | GPU                     | RAM                 | Armazenamento interno  | Traseira                                                 | Frontal     | Bateria          | Inicial              | Atual                  |
| ------------------------- | ---------- | ---------------------------------------------------------------------- | ------------------------ | ------------------------------- | --------------- | ----------------------------- | ---------- | ---------------------------------------------------------------- | ----------------------- | ------------------- | ---------------------- | -------------------------------------------------------- | ----------- | ---------------- | -------------------- | ---------------------- |
| POCO C3                   | angelicain | M2006C3MII MZB07RIIN MZB07RJIN MZB07QAIN MZB07RLIN MZB07RKIN MZB07RHIN | outubro de 2020 (4 anos) | IPS LCD Panda Glass             | 6.43"           | 720 x 1600 px (HD+, ~270 ppi) | Não        | MediaTek Helio G35 4x 2.3 GHz Cortex-A53 + 4x 1.8 GHz Cortex-A53 | PowerVR GE8320 @680 MHz | 3 GB 4 GB (LPDDR4X) | 32 GB 64 GB (eMMC 5.1) | 13 MP, f/2.2 + 2 MP, f/2.4 (macro) + 2 MP, f/2.4 (depth) | 5 MP, f/2.2 | 5000 mAh (Li-Po) | Android 10 (MIUI 12) | Android 10 (MIUI 12)   |
| POCO C31 Global: Redmi 9C | angelicain | MZB0A0MIN MZB0A0KIN 211033MI                                           | outubro de 2021 (3 anos) | IPS LCD Panda Glass             | 6.53"           | 720 x 1600 px (HD+, ~269 ppi) | Não        | MediaTek Helio G35 4x 2.3 GHz Cortex-A53 + 4x 1.8 GHz Cortex-A53 | PowerVR GE8320 @680 MHz | 3 GB 4 GB (LPDDR4X) | 32 GB 64 GB (eMMC 5.1) | 13 MP, f/2.2 + 2 MP, f/2.4 (macro) + 2 MP, f/2.4 (depth) | 5 MP, f/2.2 | 5000 mAh (Li-Po) | Android 10 (MIUI 12) | Android 11 (MIUI 12.5) |
| POCO C40                  | frost      | 220333QPG 220333QPI                                                    | junho de 2022 (2 anos)   | IPS LCD Corning Gorilla Glass 3 | 6.71"           | 720 x 1650 px (HD+, ~269 ppi) | Não        | JLQ JR510 4x 2.0 GHz Cortex-A55 + 4x 1.5 GHz Cortex-A55          | Mali-G57 MC1            | 3 GB 4 GB (LPDDR4X) | 32 GB 64 GB (eMMC 5.1) | 13 MP, f/2.2 + 2 MP, f/2.4 (depth)                       | 5 MP, f/2.2 | 6000 mAh (Li-Po) | Android 11 (MIUI 13) | Android 11 (MIUI 13)   |

## Política de atualização
O suporte para atualizações do Android e MIUI pode variar dependendo do modelo da Linha. 
| Linha | Android | MIUI |
| ----- | ------- | ---- |
| F     | +2      | +4   |
| X     | +2      | +4   |
| M     | +1      | +3   |
| C     | +1      | +2   |